# Verleihung der Student Academy Awards 2017
Die 44. Verleihung der Student Academy Awards fand am 12. Oktober 2017 im Samuel Goldwyn Theater in Beverly Hills statt. Die Auszeichnungen wurden von den Schauspielern Joel Edgerton, Lucy Liu, Daisy Ridley und Parker Sawyers präsentiert. Die Preisträger waren bereits am 13. September 2017 bekanntgegeben worden, allerdings in einigen Kategorien nicht, ob sie den Preis in Gold, Silber oder Bronze erhalten werden.
Bereits im August 2017 gab die Academy of Motion Picture Arts and Sciences bekannt, dass der KHM-Film Annunciation von Halit Ruhat Yildiz als einer der Finalisten in der Kategorie Bester ausländischer narrativer Film für einen Studenten-Oscar nominiert wurde.

## Auszeichnungen und Nominierungen
Im Folgenden ein Überblick über die Gewinner und Nominierten:

### Alternative (Domestic Film Schools)
- Max R. A Fedore, "Opera of Cruelty," New York University
- Zhaoyu Zhou, "Last Dance," USC
- Amanda Tasse, "Mira," USC
- Terrance Daye, "The Colored Hospital: A Visual Poem," Morehouse College

### Animationsfilme (Domestic Film Schools)
- Gold: Beth David und Esteban Bravo, "In a Heartbeat," Ringling College of Art and Design
- Silber: Devon Manney, "Cradle," USC
- Bronze: Young Gul Cho, "E-delivery," School of Visual Arts[7]
- Ashley Anderson und Jacob Mann, "Extinguished," Ringling College of Art and Design
- Xia Li, "Once a Hero," USC
- Mathieu Libman, "Pinky Toe," California Institute of the Arts
- Aram Sarkisian, "-Winston," California Institute of the Arts

### Animationsfilme (International Film Schools)
- Chenglin Xie, "Life Smartphone," China Central Academy of Fine Arts (China)
- Iring Freytag und Viktor Stickel, "Child," Filmakademie Baden-Württemberg (Deutschland)
- Jennifer Zheng, "Tough," Kingston University London (Vereinigtes Königreich)

### Dokumentarfilme (Domestic Film Schools)
- Gold: Brad Bailey, "Hale," University of California, Berkeley
- Silber: Priscilla Thompson und Joy Jihyun Jeong, "On Pointe," Columbia University
- Bronze: Qingzi Fan, "One Way Home," New York University[7]
- Darryl Shreve, "Free The Wall," Wayne State University
- Jason Hanasik, "How To Make A Pearl," University of California, Berkeley
- Nina Vallado, "Sisterly," Andrews University
- Lauren Knapp, "The Sandman," Stanford University

### Dokumentarfilme (International Film Schools)
- Johannes Preuss, "Galamsey," Filmakademie Baden-Württemberg (Deutschland)
- Omar Robles und José Permar, "Aurelia and Pedro," Universidad de Guadalajara (Mexiko)
- Arianna Vergari und Valentina Traini, "Exhibit Human," Centro Sperimentale di Cinematografia - Abruzzo (Italien)

### Narrative (Domestic Film Schools)
- Gold: Kevin Wilson, Jr., "My Nephew Emmett," New York University
- Silber: Ariel Heller, "Mammoth," USC
- Bronze: Marie Dvorakova, "Who's Who in Mycology," New York University[7]
- Daniel Drummond, "A Foreman," Chapman University
- Joseph Chen-Chieh Hsu, "Guo Mie," New York University
- Shane Watson, "I Live Here," California College of the Arts
- Antoneta Alamat Kusijanović, "Into The Blue," Columbia University

### Narrative (International Film Schools)
- Gold: Katja Benrath, Watu Wote – All of us, Hamburg Media School (Deutschland)
- Silber: Jan-Eric Mack, Facing Mecca, Zurich University of the Arts (Schweiz)
- Bronze: Marit Weerheijm, When Grey Is a Colour, Netherlands Film Academy (Niederlande)[7]
- Halit Ruhat Yildiz, Annunciation, Academy of Media Arts (Deutschland)
- Sinje Köhler, Blue Summer Symphony, Filmakademie Baden-Württemberg (Deutschland)
- Ádám Freund, Earthly People, University of Theatre and Film Arts, Budapest (Ungarn)
- Brady Hood, Sweet Maddie Stone, National Film and Television School (Vereinigtes Königreich)